# Speocera pallida
Speocera pallida är en spindelart som beskrevs av Lucien Berland 1914. Speocera pallida ingår i släktet Speocera och familjen Ochyroceratidae. Inga underarter finns listade i Catalogue of Life.